# Le grandi saghe
Le Grandi Saghe è stata una collana a fumetti che ha ristampato alcune delle lunghe storie a puntate della Disney già pubblicate in passato su Topolino, edita dalla Panini Comics da settembre 2022 ad agosto 2023, per un totale di 30 numeri.

## Storia editoriale
Il primo numero di questa collana è uscito in edicola il 14 settembre 2022, acquistabile da solo o anche allegato con il settimanale Topolino. Tale raccolta, costituita da albi brossurati di grandi dimensioni (18 x 24 cm) e dalle copertine inedite, inizialmente ha avuto cadenza settimanale, per poi passare in seguito a quindicinale.
Il primo numero è stato dedicato ai primi capitoli della storia Topolino e la spada di ghiaccio, facente parte della lunga e duratura Saga della spada di ghiaccio, un ciclo narrativo di molteplici episodi ideato da Massimo De Vita e pubblicato a partire dagli anni ottanta, poi con il secondo numero sono stati riproposti i primi tre episodi di Storia e gloria della dinastia dei paperi, storia a puntate scritta da Guido Martina e disegnata da Romano Scarpa e Giovan Battista Carpi, mentre con il terzo sono state ristampate le puntate iniziali de Il segreto del totem decapitato, altra lunga storia scritta ancora da Guido Martina e illustrata da vari autori quali Giorgio Cavazzano, Giovan Battista Carpi, Guido Scala e Massimo De Vita. Con i numeri successivi questa collana, oltre a distribuire i restanti episodi dei succitati cicli narrativi, ha continuato a proporre numerose altre saghe a puntate che hanno fatto la storia del settimanale Topolino, come Alla ricerca della pietra zodiacale, Le sette meraviglie dei paperi, Le avventure della gemma pippolina e tante altre.
La testata, che nell'intento iniziale avrebbe dovuto ristampare un numero decisamente maggiore di saghe disneyane, è stata poi interrotta prematuramente ad agosto 2023, dopo 30 numeri.

## Albi pubblicati
Gli albi pubblicati sono i seguenti:
1. Topolino e la spada di ghiaccio 1
2. Storia e gloria della dinastia dei paperi 1
3. Il segreto del totem decapitato 1[5]
4. Il segreto del totem decapitato 2
5. Le sette meraviglie dei paperi 1[6]
6. Topolino e la spada di ghiaccio 2
7. Storia e gloria della dinastia dei paperi 2
8. Le sette meraviglie dei paperi 2
9. Topolino e la spada di ghiaccio 3
10. Storia e gloria della dinastia dei paperi 3
11. Zio Paperone e la grande caccia al tesoro
12. Storia e gloria della dinastia dei paperi 4
13. Alla ricerca della pietra zodiacale 1[7]
14. Alla ricerca della pietra zodiacale 2
15. Alla ricerca della pietra zodiacale 3
16. Dragonlords 1
17. Dragonlords 2
18. Minaccia dall’infinito – Master Story 1[8]
19. Minaccia dall’infinito – Master Story 2
20. L'Isola del Mito[9]
21. Topolinia 20802 1[10]
22. Topolino Kid 1
23. Topolinia 20802 2
24. Topolino Kid 2
25. Topolinia 20802 3
26. Topolino Kid 3
27. Topolino Kid 4
28. Le avventure della gemma pippolina 1[11]
29. Le avventure della gemma pippolina 2[11]
30. Amelia e le avventure di famiglia